# Adonisea pallicincta
Adonisea pallicincta är en fjärilsart som beskrevs av Smith 1906. Adonisea pallicincta ingår i släktet Adonisea och familjen nattflyn. Inga underarter finns listade i Catalogue of Life.